# Comté de Worth (Iowa)
Pour les articles homonymes, voir Comté de Worth.
Le comté de Worth est un comté de l'État de l'Iowa, aux États-Unis.